# Lijst van Belgische records atletiek – 1500 meter mannen
Deze pagina geeft een overzicht van de Belgische atletiekrecords op de 1500 m voor mannen .

## Outdoor
| Tijd    | Naam              | Club                    | Datum             | Plaats     | Wedstrijd             | Bron  |
| ------- | ----------------- | ----------------------- | ----------------- | ---------- | --------------------- | ----- |
| 4.14,6  | Antoine Matagne   | Excelsior Sports Club   | 7 juli 1907       | Ukkel      | BK AC                 |       |
| 4.09,0  | François Delloye  | Racing Club Brussel     | 14 juni 1911      | Brussel    |                       |       |
| 4.08,8  | François Delloye  | Racing Club Brussel     | 15 juli 1911      | Brussel    |                       |       |
| 4.06,0  | Leon Fourneau     | Beerschot Atletiek Club | 19 juli 1925      | Luik       | BK AC                 |       |
| 4.05,8  | René Geeraert     | Union Sint-Gillis       | 6 juli 1930       | Antwerpen  | BK AC                 |       |
| 4.04,0  | René Geeraert     | Union Sint-Gillis       | 25 juni 1933      | Antwerpen  |                       |       |
| 4.03,8  | René Geeraert     | Union Sint-Gillis       | 15 augustus 1933  | Schaarbeek |                       |       |
| 4.02,6  | René Geeraert     | Union Sint-Gillis       | 13 mei 1934       | Vorst      |                       |       |
| 4.01,2  | René Geeraert     | Union Sint-Gillis       | 17 september 1934 | Turijn     | EK                    |       |
| 3.59,4  | René Geeraert     | Union Sint-Gillis       | 22 augustus 1935  | Parijs     |                       |       |
| 3.56,6  | Joseph Mostert    | Union Sint-Gillis       | 5 augustus 1936   | Berlijn    | OS                    |       |
| 3.53,0  | Joseph Mostert    | Union Sint-Gillis       | 19 september 1936 | Warschau   |                       |       |
| 3.50,0  | Joseph Mostert    | Union Sint-Gillis       | 15 september 1937 | Oslo       |                       |       |
| 3.48,4  | Gaston Reiff      | Union Sint-Gillis       | 27 september 1947 | Parijs     |                       |       |
| 3.48,2  | Gaston Reiff      | Union Sint-Gillis       | 2 juni 1949       | Parijs     |                       |       |
| 3.46,0  | Gaston Reiff      | Union Sint-Gillis       | 21 augustus 1949  | Antwerpen  |                       |       |
| 3.45,8  | Gaston Reiff      | Union Sint-Gillis       | 27 september 1949 | Vorst      |                       |       |
| 3.45,2  | Gaston Reiff      | Union Sint-Gillis       | 20 augustus 1952  | Luxemburg  |                       |       |
| 3.44,1  | Roger Moens       | Racing Club Brussel     | 22 juni 1957      | Parijs     |                       |       |
| 3.44,0  | Roger Moens       | Racing Club Brussel     | 4 september 1957  | Malmö      |                       |       |
| 3.43,0  | Roger Verheuen    | ASV Oudenaarde          | 22 augustus 1958  | Stockholm  | EK                    |       |
| 3.41,4  | Roger Moens       | Vlierzele Sportief      | 19 juni 1960      | Antwerpen  |                       |       |
| 3.41,3  | Eugène Allonsius  | SC Anderlecht           | 19 juni 1965      | Zürich     |                       |       |
| 3.40,7  | André Dehertoghe  | DC Leuven               | 30 augustus 1966  | Boedapest  | EK                    |       |
| 3.39,5  | André Dehertoghe  | DC Leuven               | 25 augustus 1967  | Karlstadt  |                       |       |
| 3.37,1  | André Dehertoghe  | DC Leuven               | 10 juli 1968      | Keulen     |                       |       |
| 3.36,86 | Marc Nevens       | Atletiek Club Duffel    | 6 juli 1976       | Stockholm  |                       |       |
| 3.36,26 | Ivo Van Damme     | DC Leuven               | 9 juli 1976       | Zürich     |                       |       |
| 3.35,72 | Christophe Impens | Brussel TC              | 6 juli 1996       | Hechtel    | Nacht van de Atletiek |       |
| 3.34,16 | Christophe Impens | Brussel TC              | 23 augustus 1996  | Brussel    | Memorial Van Damme    |       |
| 3.33,70 | Ismael Debjani    | CA Brabant-Wallon       | 11 juni 2017      | Hengelo    | FBK Games             |       |
| 3.33,06 | Ismael Debjani    | CA Brabant-Wallon       | 12 juni 2021      | Genève     | Atletica              | [ 1 ] |
| 3.31,74 | Jochem Vermeulen  | AV Lyra-Lierse          | 22 augustus 2024  | Lausanne   | Athletissima          | [ 2 ] |
| 3.30,99 | Ruben Verheyden   | Eendracht Aalst         | 20 juni 2025      | Parijs     | Meeting de Paris      | [ 3 ] |

## Indoor
| Tijd    | Naam              | Club              | Datum            | Plaats     | Wedstrijd                   | Bron   |
| ------- | ----------------- | ----------------- | ---------------- | ---------- | --------------------------- | ------ |
| 3.40,50 | Marc Corstjens    | AV Toekomst       | 4 februari 1990  | Gent       | Interland BE-NL-RU-GR       | [ 4 ]  |
| 3.38,30 | Gino Van Geyte    | AV Toekomst       | 30 januari 1993  | Gent       |                             | [ 5 ]  |
| 3.38,08 | Gino Van Geyte    | AV Toekomst       | 27 februari 1993 | Gent       |                             | [ 6 ]  |
| 3.38,01 | Christophe Impens | AS RIeme          | 12 februari 1997 | Gent       |                             | [ 7 ]  |
| 3.37,30 | Pieter-Jan Hannes | Olse Merksem      | 21 februari 2015 | Birmingham |                             | [ 8 ]  |
| 3.36,38 | Ismael Debjani    | CA Brabant-Wallon | 2 februari 2022  | Ostrava    | Czech Indoor Gala           | [ 9 ]  |
| 3.36,17 | Jochem Vermeulen  | AV Lyra-Lierse    | 2 februari 2025  | Boston     | World Athletics Indoor Tour | [ 10 ] |
| 3.34,49 | Ruben Verheyden   | Eendracht Aalst   | 8 februari 2025  | Metz       |                             | [ 11 ] |